# Emmènides
Els emmènides (grec antic: Ἐμμενίδαι, llatí: Emmenidae) foren una família notable d'Acragant que es proclamava descendent del mític heroi Polinices. El seu ancestre era Emmènides, de qui la família va prendre el nom, que fou pare d'Enesidam; aquest fou pare de Teró i Xenòcrates, que Píndar esmenta amb lloança com a vencedors als grans jocs grecs, el primer als jocs olímpics el 476 aC en les carreres de carro, i el segon als jocs pítics, ístmics i panatenaics en carreres de cavalls.